# Richard Watson Dickson
Richard Watson Dickson (Warton, 9 novembre 1759 – Londra, 17 settembre 1824) è stato un medico e agronomo britannico.

## Biografia
Dickson nacque il 9 novembre 1759 a Warton, Carnforth, nel Lancashire. Era il figlio maggiore di William e Mary Watson. Sposò Elizabeth Parkinson il 16 aprile 1785 che morì giovane senza figli.
Watson si laureò in medicina alla St. Andrews University, Aberdeen, il 25 maggio 1787. Al momento del suo secondo matrimonio con Lucretia Morris il 24 gennaio 1789 a Saint Benet, Gracechurch Street, Londra, era indicato come residente a Birmingham. Tra il 1790 e il 1799 la coppia ebbe sei figli. Watson e la sua famiglia vissero inizialmente alla Certosa di Londra, dove avrebbe potuto esercitarsi come medico, ma nel 1798 si trasferirono a Hendon, nel Middlesex.
Watson si interessò all'agricoltura e ne scrisse ampiamente. Tuttavia, nel 1812 entrò in difficoltà finanziarie e fu rinchiuso nella prigione dei debitori del King's Bench. Si separò dalla moglie e, al momento della sua morte, nel 1824, viveva con sua cugina Jane Dickson a Camberwell, Londra.
Morì il 17 settembre 1824.

## Opere
- Practical Agriculture, 1805, 2 vol. tradotto come Der Practische Akerbau, 1807
- Dictionary of Practical Gardening, 1807, 2 vol. Pubblicato con lo pseudonimo Alexander MacDonald.
- curatela di Agricultural Magazine 1807-8, 3 vol.
- Dictionary of Practical Gardening, 1807, 2 vol
- Grammar of Gardening 1810
- The Farmer's Companion, 1810 1 vol
- The New Botanic Garden, 1812, 2 vol
- The New Flora Britannica, 1812, 2 vol
- General View of the Agriculture of Lancashire, 1815, 1 vol
- Cattle Management, 1822, 1 vol